# Zbigniew Graczyk (aktor)
Zbigniew Maria Graczyk (ur. 16 września 1913 w Poznaniu, zm. 8 września 1992 tamże) – aktor, malarz.

## Życiorys
Po I wojnie światowej ukończył Studium Dramatyczne i Szkołę Muzyczną w Poznaniu.
Pracował kolejno jako aktor w:
- Teatr "Uśmiech"
- Operetka Poznańska
- 1931 - 1933: Teatr Nowy im. Heleny Modrzejewskiej Poznań
- 1933 - 1935: Teatr Wielki Poznań
- 1935 - 1939: Teatr Objazdowy Z. Wojciechowskiego
- 1945 - 1946: Teatr Wielki Poznań
- 1946 - 1947: Teatr Miejski im. Wojciecha Bogusławskiego Kalisz
- 1947 - 1949: Teatr Nowy Poznań
- 1949 - 1950: Teatr Polski Bielsko-Cieszyn
- 1950 - 1960: Teatry Dramatyczne Poznań
- 1960 - 1962: Teatr im. Stefana Jaracza Olsztyn-Elbląg
- 1962 - 1965: Teatr Objazdowy PPIE Poznań
- 1965 - 1970: Teatr im. Aleksandra Fredry Gniezno
- 1970 - 1971: Teatr Dramatyczny Wałbrzych
- 1971 - 1979: Teatr im. Aleksandra Fredry Gniezno

Zagrał ponad 250 ról, głównie ze sztuk A. Fredry.
Oprócz aktorstwa poświęcał się także malarstwu akwarelą. Był członkiem Zarządu Towarzystwa Miłośników Miasta Poznania.
Określany mianem zasłużonego nestora poznańskich aktorów i gorliwego entuzjasty oraz wielbiciela na płótnie uroków Grodu Przemysława nad Wartą. Spoczywa na cmentarzu junikowskim.

## Odznaczenia i nagrody
- Krzyż Kawalerski Orderu Odrodzenia Polski
- Medal im. Leona Schillera Za Zasługi w Rozwoju Kultury Teatralnej w Polsce